# CSKB-Progress
CSKB-Progress, plným názvem Federální státní jednotný podnik Státní vědeckovýrobní raketové a kosmické středisko CSKB-Progress (rusky Федеральное государственное унитарное предприятие Государственный научно-производственный ракетно-космический центр «ЦСКБ-Прогресс», zkráceně ЦСКБ-Прогресс je ruský podnik raketového a kosmického průmyslu sídlící v Samaře, který vznikl roku 1996 sloučením dvou samarských organizací – Ústřední specializované konstrukční kanceláře (CSKB) a závodu Progress.
Hlavní složkou výrobního programu podniku jsou nosné rakety rodiny R-7 verzí Molnija-M, Sojuz-U, Sojuz-FG a Sojuz-2. Dále podnik staví umělé družice Země typů Foton-M, Bion-M a Resurs DK, v devadesátých letech také Resurs F1 a Resurs F1M.

## Historie

### Závod Duks
Závod byl založen poruštělým Němcem J. Mellerem v Moskvě roku 1894. Původně jako dílna na opravy kol, později byl přejmenován na Závod Duks Завод «Дукс» a vyráběl kola, motocykly, drezíny, automobily, motorové saně a balóny, od roku 1909 i letadla.

### Státní letecký závod č. 1

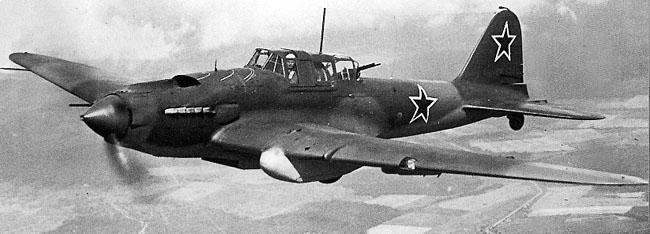
Bitevní letoun Il-2

Dne 19. února 1919 byl podnik přejmenován na Státní letecký závod č. 1 (Государственный авиационный завод № 1, ГАЗ № 1), do roku 1959 nesl závod stalinovo jméno. Do Velké vlastenecké války továrna vyráběla letadla mnoha typů (I-1, I-2, I-3, I-15, I-150, R-1, R-5, MiG-3). Dne 19. května 1939 byla úspěšně vypuštěna dvoustupňová raketa (první na světě) R3 vyrobená v podniku. Dne 31. prosince 1940 byl podnik za výborné výsledky ve zbrojní výrobě vyznamenán Leninovým řádem.
Po začátku Velké vlastenecké války byl závod evakuován do Kujbyševa (nyní Samara) a 8. října na novém místě zahájil výrobu. Během čtyř válečných let pracovníci továrny vyrobili 11 863 letadel Il-2, 1 225 Il-10 a 3 122 MiG-3. Dne 2. července 1945 byl podnik opět vyznamenán, nyní Řádem rudého praporu.
V srpnu 1946 byla zahájena výroba proudových letadel typu MiG-9 (první desetikusová série byla hotová k listopadovému výročí VŘSR), celkem bylo vyrobeno do roku 1948 604 stíhacích MiGů-9. V letech 1949 – 1953 závod vyrobil 713 stíhačů MiG-15, v letech 1952 – 1953 i 392 MiGů-17. Roku 1953 podnik také vyrobil 50 kusů bombardérů Il-28, v letech 1954 – 1960 závod produkoval dálkové bombardéry Tu-16, celkem v počtu 545 kusů.
Celkem v letech 1909 – 1960 pracovníci závodu vyrobili přes 42 tisíc letadel 90 různých typů a modifikací.
V lednu 1958 rozhodla sovětská vláda o zahájení sériové výroby rakety R-7, familiérně nazývané „semjorka“ (семёрка, tedy sedmička), na závodě. Tímto rozhodnutím podnik změnil obor produkce z výroby letadel na raketovou, což vyvolalo potřebu radikální reorganizace chodu výroby, založení nových provozů a růst náročnosti přípravy dělníků i technických pracovníků. Organizaci prací a technické vedení řídili ředitel závodu Viktor Litvinov a zástupce hlavního konstruktéra OKB-1 Dmitrij Kozlov, přeložený do Samary. Roku 1961 byl závod přejmenován na závod Progress.

### Závod Progress a konstrukční kancelář CSKB

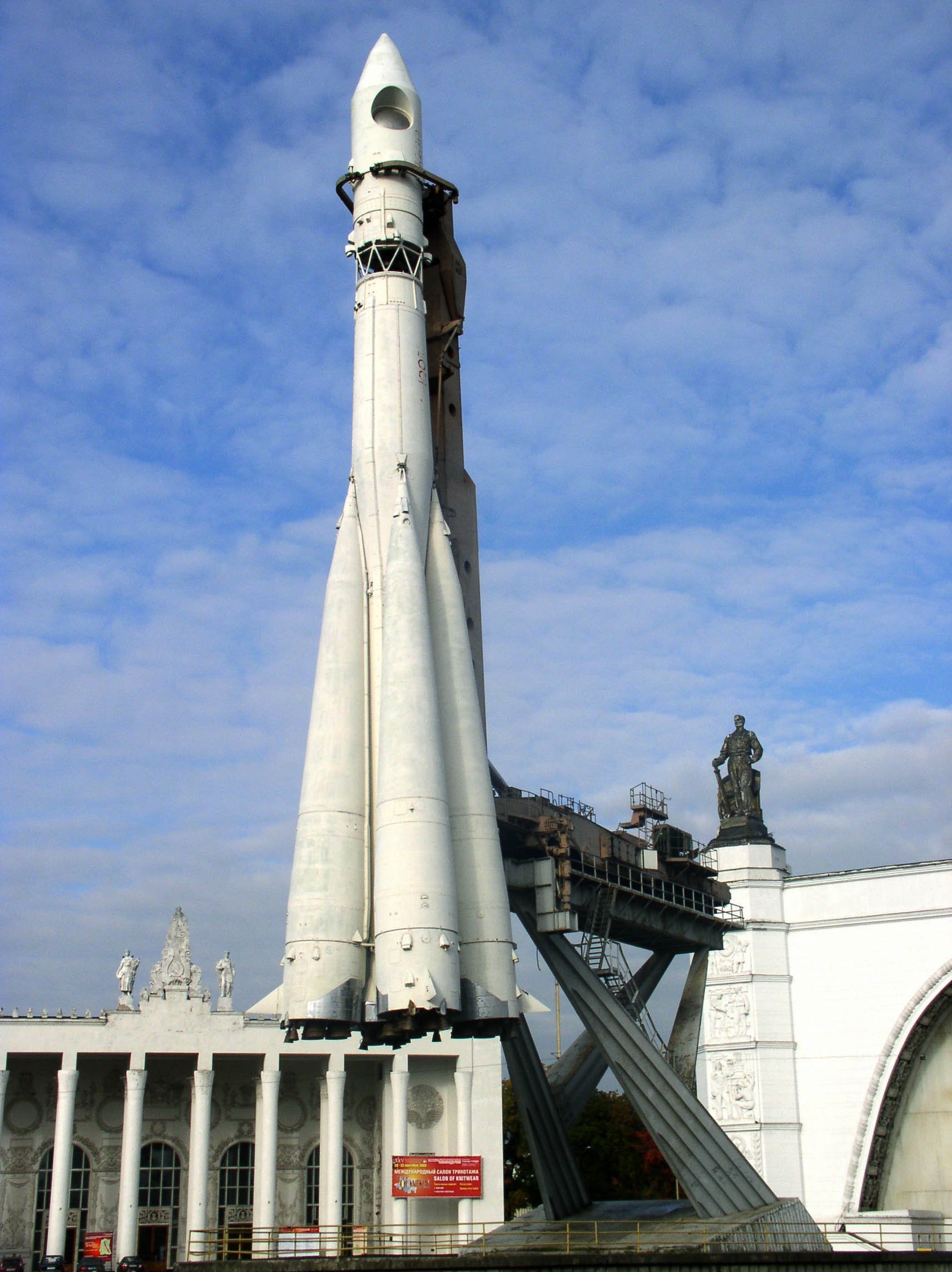
Raketa R-7 vystavená v Moskvě ve Všeruském výstavním středisku

První balistická raketa R-7 vyrobená v Samaře byla vypuštěna z Bajkonuru 17. února 1959, další rakety závodu byly zařazeny do výzbroje nově vzniklých Raketových vojsk strategického určení. Vojáci záhy R-7 nahradili modernějšími typy, raketa však byla široce používána jako kosmický nosič. Rakety rodiny R-7 se staly základem produkce závodu na další desetiletí, postupně ve variantách R-7, R-7A, Vostok-M, Molnija, Molnija-M, Sojuz. Varianty „semjorky“ jsou nejpoužívanějšími ruskými nosiči – do 1. srpna 2009 bylo uskutečněno 1692 startů (bez vojenských variant R-7 a R-7A).
Začátkem 60. let byly v Progressu krátce vyráběny též rakety R-9A. Od poloviny 60. let do roku 1974 závod rovněž vyráběl rakety N-1 určené pro sovětský lunární program. U rakety Eněrgija podnik zhotovoval centrální blok a odpovídal za celkovou montáž rakety.
V červenci 1959 byl v zájmu hladké výroby a pozdější modernizace produkovaných raket na závodě zorganizováno konstrukční oddělení č. 25, které bylo součástí OKB-1. O rok později bylo oddělení reorganizováno v Filiálku č. 3 OKB-1 a bylo pověřeno vedením všech konstrukčních prací souvisejících s raketou R-7.
Od roku 1964 se Filiálka č. 3 OKB-1 převzala zodpovědnost za vývoj špionážních fotografických družic řady Zenit a později Jantar, Fram a Resurs různých modifikací. Od roku 1968 z vlastní iniciativy přistoupila k realizaci projektů civilního využití jimi vyvíjených družic. Od začátku 70. let byly konstrukční kanceláří zkonstruovány a závodem Progress stavěny vědecké družice řady Bion, využívané pro biologické experimenty Institutu lékařsko-biologických problémů.
V červnu 1974 získala kancelář samostatnost pod názvem Ústřední specializovaná konstrukční kancelář (CSKB, Центральное специализированное конструкторское бюро, ЦСКБ). Ředitelem a hlavním (od července 1983 generálním) konstruktérem byl i nadále Dmitrij Kozlov.
Od roku 1983 byly v Samaře konstruovány a vyráběny také družice Foton určené k výzkumu technologických vlastností materiálů a biotechnologickým experimentům.

### CSKB-Progress

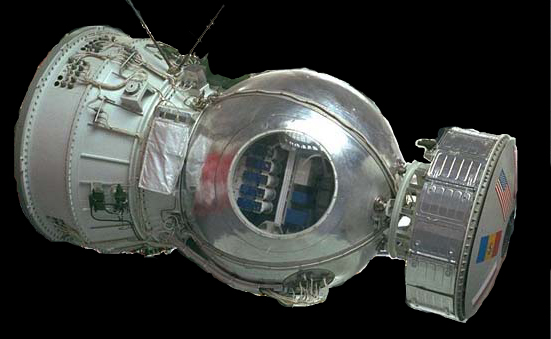
Družice Bion

V dubnu 1996 byla konstrukční kancelář CSKB a závod Progress sjednoceny ve státní vedeckovýrobní raketové a kosmické středisko CSKB-Progress. Roku 2003 byl generálním konstruktérem CSKB-Progress jmenován Alexandr Nikolajevič Kirilin, Dmitrij Kozlov odevzdal vedení závodu a stal se čestným generálním konstruktérem.
V současnosti podnik vyrábí nosné rakety rodiny Sojuz používané pro vynášení umělých družic Země, vesmírných sond a posádek i nákladů pro Mezinárodní vesmírnou stanici. Dále podnik staví družice určené pro dálkový průzkum Země a pro fotografickou rozvědku.
Od roku 1994 probíhal vývoj Sojuzu-2, nové modifikace rakety Sojuz. První start nového nosiče proběhl v listopadu 2004.
Od roku 2003 se podnik společně s dalšími ruskými a francouzskými účastníky podílí na programu startů raket Sojuz ST z kosmodromu Kourou ve Francouzské Guyaně. Pro Sojuzy byla vybudována startovací rampa a nezbytná infrastruktura, první strart je naplánován na duben 2010.
Od roku 2008 podnik zpracovává projekt lehké nosné rakety Sojuz-1 s použitím motorů NK-33 (původně vyrobených pro raketu N-1), první start se předpokládá roku 2011. Roku 2009 podnik vyhrál tendr Roskosmosu na vývoj nového nosiče Rus-M, určeného pro vynášení nové generace pilotovaných kosmických lodí.

## Pobočky
- Bajkonurká filiálka (Байконурский филиал) v Bajkonuru v Kazachstánu
- Krasnoznamenská filiálka (Краснознаменский филиал) v Krasnoznamensku v Moskevské oblasti
- Vědeckovýrobní podnik Opticko-elektronické komplexy a systémy (Научно-производственное предприятие «Оптико-электронные комплексы и системы») v Zelenogradu (část Moskvy)
- Od roku 2009 též OKB Spektr (ОКБ «Спектр») v Rjazani
- Plesecké zastupitelství (Плесецкое представительство) v Mirném v Archangelské oblasti
- Moskevské zastupitelství ('Московское представительство) v Moskvě

## Vedení
- A. T. Treťjakov, 1941 – 1944 ředitel Státního leteckého závodu č. 1
- Viktor Jakovlevič Litvinov, červenec 1944 – 1962 ředitel Státního leteckého závodu č. 1
- A. J. Leňkov, ředitel Státního leteckého závodu č. 1
- Anatolij Alexejevič Čižov, 1977 – 1996 ředitel závodu Progress

- Dmitrij Iljič Kozlov,
  - červenec 1958 – červen 1960 vedoucí oddělení č. 25 OKB-1, současně zástupce hlavního konstruktéra OKB-1
  - červen 1960 – srpen 1974 náčelník a hlavní (od 1983 generální) konstruktér Filiálky č. 3 OKB-1 (od 1967 Kujbyševské filiálky CKBEM), současně zástupce (od 1966 první zástupce) hlavního konstruktéra OKB-1 (od 1966 CKBEM),
  - srpen 1974 – duben 1996 náčelník a generální konstruktér CSKB,
  - duben 1996 – 2003 generální ředitel a generální konstruktér CSKB-Progress

- Alexandr Nikolajevič Kirilin, od 2003 generální ředitel CSKB-Progress
- Ravil Nurgalijevič Achmetov, od 2006 generální konstruktér a první zástupce generálního ředitele CSKB-Progress

## Kosmonaut společnosti
CSKB-Progress měl několik let vlastního kosmonauta, Olega Kononěnka. Ten zahájil výcvik červnu 1996, už v lednu 1996 byl rozhodnutím ředitele Roskosmosu přeložen do oddílu RKK Eněrgija.